# 失われた週末

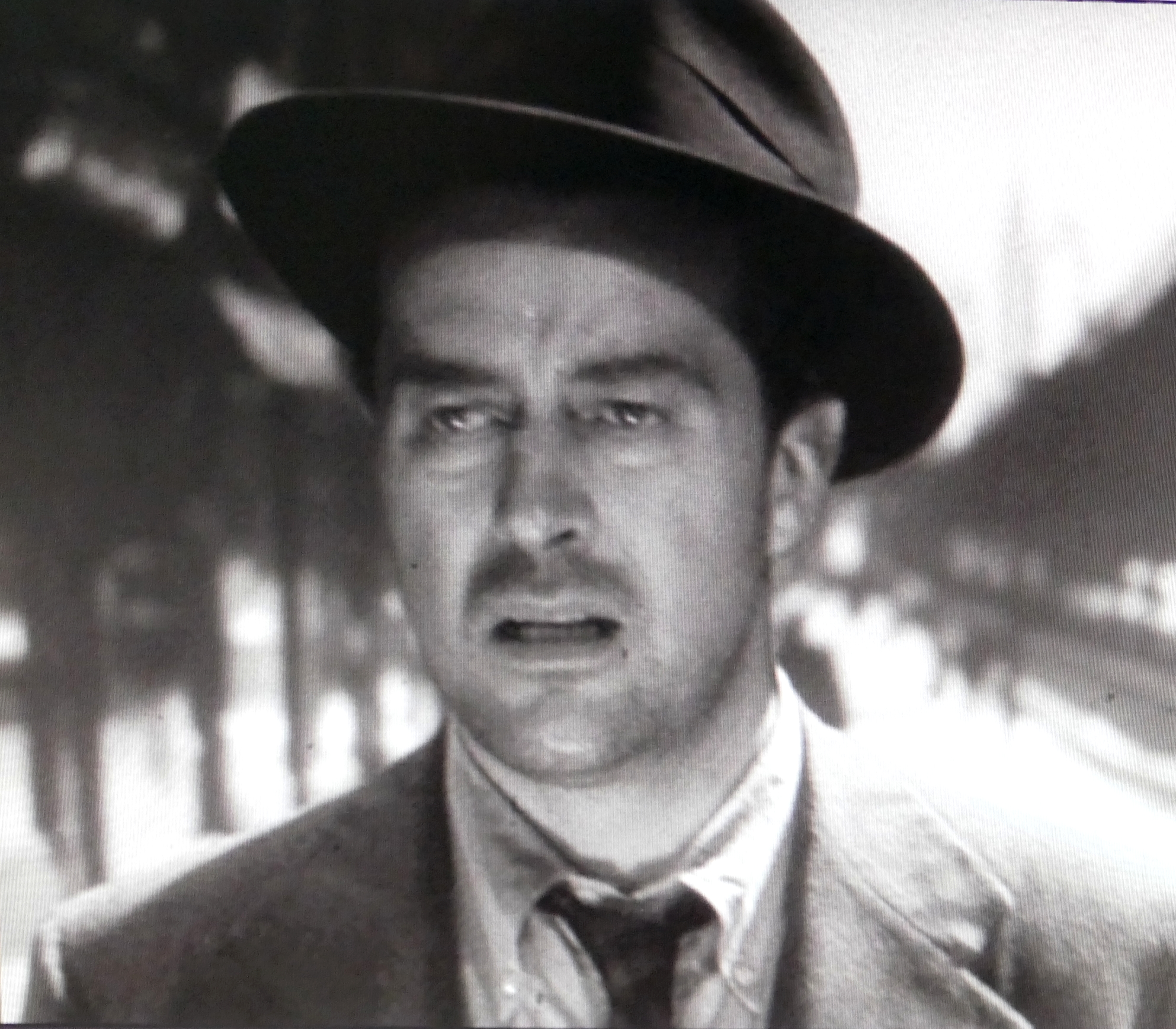
レイ・ミランド(予告編から)

『失われた週末』（うしなわれたしゅうまつ、The Lost Weekend）は、1945年のアメリカ合衆国の映画。パラマウント映画作品。
戦前ドイツから渡ったシナリオ・ライター出身のビリー・ワイルダー監督が、幻覚におびえるアルコール依存症の男の恐怖と苦悶を描いた作品である。チャールズ・R・ジャクソンの原作小説をもとに、ワイルダーのパートナーだったチャールズ・ブラケットと共に脚本を書き、ブラケットが制作した。ミクロス・ロージャによる音楽は映画音楽において初めてテルミンを使用したもので、登場人物の心理状態を示す音響効果として作用した。
第18回アカデミー賞では作品賞、監督賞、主演男優賞、脚色賞の4部門を受賞。また、第1回カンヌ国際映画祭では最高賞であるグランプリ（現在のパルム・ドール）を受賞した。
アカデミー作品賞とカンヌの最高賞を同時に受賞したのは『失われた週末』、『マーティ』（1955年）、『パラサイト 半地下の家族』（2019年）、『ANORA アノーラ』（2024年）の4作のみである。

## ストーリー
最初にニューヨークの情景。カメラがパンするとアパートの窓からぶら下がった酒ビンをとらえ、中の住人を映し出す。
主人公ドン・バーナム（レイ・ミランド）は33歳で、売れない小説を書いており、今やひどいアルコール依存症である。兄ウィク（フィリップ・テリー）と恋人のヘレン（ジェーン・ワイマン）が八方手を尽くすがどうにもならない。
今度の週末も兄ウィクは弟を旅行に連れ出して酒を忘れさせようとする。しかし、兄とヘレンを音楽会へ送り出し、その間に酒を飲もうとするが、部屋には一滴もない。兄が置いていった掃除婦の給料10ドルを横取りして、なじみのナット（ハワード・ダ・シルヴァ）の酒場に行く。
ここから、酒を求めて彷徨う描写が始まるが、時々フラッシュバックでヘレンとの関係が示される。彼女は3年前に知り合って以来、彼の酒癖を直すため虚しい努力をしてきたのである。再び現在に戻り、ドンは酒を買って家へ帰り小説を書き始めるが、酒が無くなると動きがとれない。持ち金は全て使い尽くし、近所のレストランへ行き、ふと隣の女のハンドバッグに手をかけるが、見つかって店から放り出される。
最後の手段で、命から2番目に大切なタイプライターを質に入れようとするが、ユダヤ人の祭日でどこも休業。仕方なく、顔見知りでドンを憎からず想っている娼婦のグロリア（ドリス・ダウリング）から5ドル借りるが、その後階段から転落して気絶してしまう。
気がつくとアルコール依存症専門の病棟であった。強迫観念に襲われて逃げ出し、アパートへ帰るが、ここでも幻覚に襲われて苦しむ。そして遂に訪ねてきたヘレンのコートを質に入れピストルと取り替え自殺しようとする。しかし、ヘレンの愛に留められ、今度こそは更生しようと心に誓った。

## キャスト
| 役名                       | 俳優                   | 日本語吹替                                                          | 日本語吹替                               |
| 役名                       | 俳優                   | テレビ神奈川版                                                      | PDDVD版                                  |
| -------------------------- | ---------------------- | ------------------------------------------------------------------- | ---------------------------------------- |
| ドン・バーナム             | レイ・ミランド         | 納谷悟朗                                                            | 佐藤晴男                                 |
| ヘレン・セント・ジェームズ | ジェーン・ワイマン     | 沢田敏子                                                            | 加藤沙織                                 |
| ヴィック・バーナム         | フィリップ・テリー     | 筈見純                                                              | 芦澤孝臣                                 |
| ナット                     | ハワード・ダ・シルヴァ | 塩見竜介                                                            | 御園行洋                                 |
| グロリア                   | ドリス・ダウリング     | 翠準子                                                              | 瀬尾恵子                                 |
| ビム                       | フランク・フェイレン   | 村松康雄                                                            |                                          |
| デヴァリッジ夫人           | メアリー・ヤング       | 川路夏子                                                            |                                          |
| 不明 その他                |                        | 緑川稔 高村章子 辻村真人 高田竜二 国坂伸 仲木隆司 青木明子 峰あつ子 | 藤田周 萩柚月 中神亜紀 田坂浩樹 小浅和大 |
|                            |                        |                                                                     |                                          |
| 演出                       | 演出                   | 好川阿津志                                                          | 大前剛                                   |
| 翻訳                       | 翻訳                   | 岸本康子                                                            | 鈴木紫穂                                 |
| 効果                       |                        |                                                                     |                                          |
| 調整                       |                        |                                                                     |                                          |
| 制作                       | 制作                   | グロービジョン                                                      | ミックエンターテイメント                 |
| 解説                       |                        |                                                                     |                                          |
| 初回放送                   | 初回放送               | 1977年2月7日 『月曜ビッグスクリーン』                               |                                          |

## 主な受賞歴

### アカデミー賞
受賞
- アカデミー作品賞:
- アカデミー監督賞:ビリー・ワイルダー
- アカデミー主演男優賞:レイ・ミランド
- アカデミー脚色賞:チャールズ・ブラケット、ビリー・ワイルダー

ノミネート
- アカデミー撮影賞 (白黒部門):ジョン・F・サイツ
- アカデミー編集賞:ドーン・ハリソン
- アカデミー作曲賞:ミクロス・ロージャ

### ゴールデングローブ賞
受賞
- 作品賞
- 監督賞:ビリー・ワイルダー
- 男優賞:レイ・ミランド

### ニューヨーク映画批評家協会賞
受賞
- 作品賞
- 監督賞:ビリー・ワイルダー
- 主演男優賞:レイ・ミランド

### カンヌ国際映画祭
受賞
- グランプリ
- 男優賞:レイ・ミランド

## その他
キャメロン・クロウ『ワイルダーならどうする』（キネマ旬報社、2001年）巻末フィルモグラフィーp.43によると、ワイルダーが『失われた週末』を作った時、パラマウントスタジオは酒造業界から「その作品を処分してくれたら500万ドル払おう」との申し出を受けたという。ワイルダーは「私に持ちかけてくれたら喜んで話に乗ったのに」とジョークを言ったものの、アルコール依存症を真剣に描いた最初の監督として強い誇りを持っていた。